# 联合国安全理事会第1677号决议
联合国安理会1677号决议是2006年5月12日在联合国安全理事会第5436次会议通过的。这个决议是关于东帝汶局势的。会议由刚果代表主持，安理会的15个国家全部投了赞成票。
决议决定：鉴于东帝汶4月底发生的暴力事件令人关切，决定将联合国东帝汶办事处的任务期限延长至2006年6月20日。

## 相关决议
- 联合国安理会1599号决议